# Serixia nigrolateralis
Serixia nigrolateralis är en skalbaggsart som beskrevs av Stefan von Breuning 1958. Serixia nigrolateralis ingår i släktet Serixia och familjen långhorningar.
Artens utbredningsområde är Filippinerna. Inga underarter finns listade i Catalogue of Life.